# Basel-Wettstein
Wettstein (Baseldeutsch Wettstai [ˈʋɛt͡ʃːtɐɪ̯]) ist ein Stadtteil der Schweizer Stadt Basel. Es liegt im Kleinbasel am Rheinufer und grenzt im Norden an die Stadtteile Rosental und Clara (Riehenstrasse), im Osten an den Stadtteil Hirzbrunnen (Autobahn A3), im Süden an den Rhein und im Westen an die Kleinbasler Altstadt (Claragraben, Wettsteinstrasse).
Das Wettstein-Quartier hat seinen Namen vom früheren Basler Bürgermeister und Diplomaten Johann Rudolf Wettstein, der 1648 die Alte Eidgenossenschaft vom Heiligen Römischen Reich Deutscher Nation loslöste. Nach ihm sind im Quartier ebenfalls die Wettsteinbrücke, ebenso die im Quartier liegenden Wettsteinallee, Wettsteinstrasse, Wettsteinschulhaus und Wettsteinhof benannt. Am Rheinabschnitt, von der Wettsteinbrücke rheinabwärts, befindet sich eine Promenade entlang eines renaturierten Ufers, bis zum Solitudepark mit dem Museum Tinguely zu Ehren des Künstlers Jean Tinguely.

## Wohnbezirke
Wettstein ist in zwei Wohnbezirke unterteilt:
- Rosengarten (Wettsteinplatz, Schaffhauserrheinweg)
- Solitude (Landhof, Tinguely-Museum, Schwarzwaldallee)

## Gebäude und Sehenswürdigkeiten
- Kunstgewerbeschule Basel
- Landhof
- Museum Tinguely
- Theodorskirche

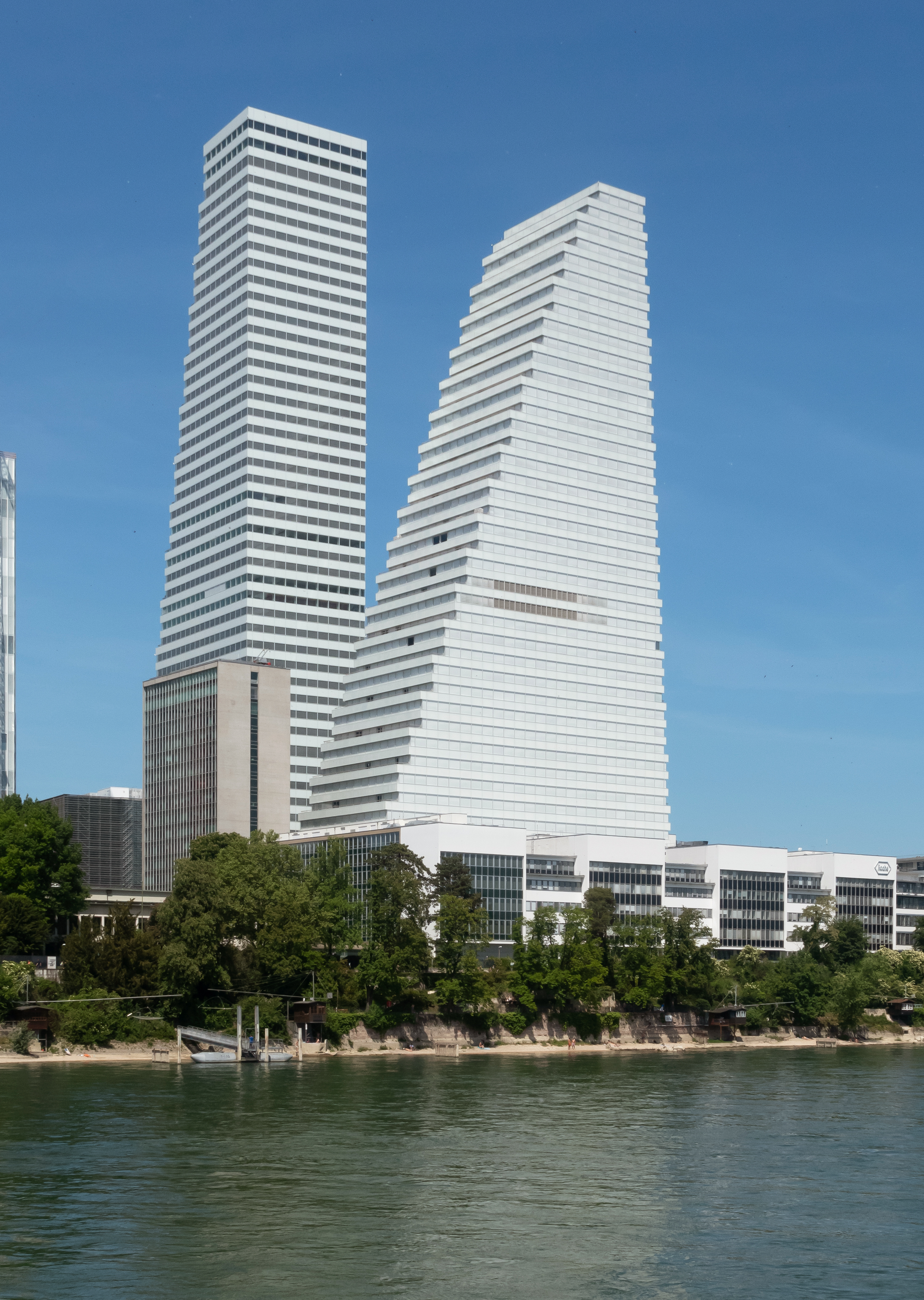
Die Roche-Türme I und II (höchste Gebäude der Schweiz), an der Solitudepromenade

- Bürgerliches Waisenhaus in der ehemaligen Kartause
- Ehemaliges Brauereiareal Warteck
- Gebäudeensemble am Wettsteinplatz und Wettsteinallee von Rudolf Linder
- Baumgartnerhäuser in der Peter-Rot-Strasse und Wettsteinallee von Wilhelm Emil Baumgartner
- Roche-Turm (Bau 1)
- Roche-Turm (Bau 2)
- Roche-Turm (Bau 3)
- St. Alban-Fähre – «Wild Maa»
- Wettstein-Brunnen am Theodorskirchplatz von Alexander Zschokke, der sein Bildhaueratelier im Wettsteinhäuslein hatte

## Kunst im öffentlichen Raum
- Knabenfigur, Carl Gutknecht, 1935, an der Solitude-Promenade
- Springender Salm, Willy Hege, 1940, an der Solitude-Promenade
- Fischer, Albert Schilling, 1959, an der Solitude-Promenade
- Eléments Interchangeables, Hans Arp, 1960, im Hof der Kunstgewerbeschule
- Gwendolyn, Niki de Saint Phalle, 1966, im Solitude-Park beim Museum Tinguely
- Grosser Roter Stengel (Roche-Stengel),[2] Bernhard Luginbühl, 1969, Grenzacherstrasse beim Roche-Hauptsitz
- Schwimmwasserplastik, Jean Tinguely, 1980, im Solitude-Park beim Museum Tinguely
- Brot teilen, Valery Heussler, 1991, in der Theodorsgrabenanlage in der Nähe der Rheinpromenade
- Augen- und Ohren-Menschen, Valery Heussler, 1991, in der Theodorsgrabenanlage
- Dickfigur Beteigeuze, Bernhard Luginbühl, 1996, vor dem Museum Tinguely
- Space Invaders, Invader, 2013 (WAVE 01), BSL_8 (an einer Hauswand am Kreisel Riehenstrasse in Richtung Messe Basel) / BSL_21 (an der Begrenzungsmauer der Theordorsgrabenanlage zur Wettsteinbrücke)
- Rock on Top of Another Rock, Peter Fischli und David Weiss, 2015, am Eingang zum Roche-Turm (Bau 1)
- Space Invaders, Invader, 2019 (WAVE 02), BSL_25 (an einer Strassenecke an der Clarastrasse in Richtung Messe Basel)
- Up #7,[3] Sabina Lang und Daniel Baumann, 2023, Grenzacherstrasse beim Roche-Hauptsitz

## Traditionen
Durch die innerstädtische Lage direkt am Rhein finden jährlich wiederkehrende, traditionelle Veranstaltungen statt:
- Mit der Talfahrt des «Wilden Maa» beginnt der offizielle Teil des «Vogel Gryff»
- Während der Basler Fasnacht führt die Route der Cortège durch das Quartier
- Im Hochsommer startet am oberen Rheinabschnitt das offizielle Basler Rheinschwimmen